# Jan Roelofs
Jan Roelofs (Sint-Michielsgestel, 25 aprile 1985) è un pilota motociclistico olandese.

## Carriera
Dopo non aver raggiunto la qualificazione nelle edizioni del 2004 e del 2005, ha partecipato come wild card al GP d'Olanda del motomondiale 2006, nella classe 250 alla guida di una Yamaha. Sempre nello stesso periodo ha corso principalmente nel campionato Europeo Velocità sempre in 250, dove è trentunesimo 2004, ventiduesimo nel 2005 e nono nel 2007 con 28 punti.
Negli anni seguenti si sposta nel campionato olandese, chiudendo al dodicesimo posto nella categoria Supersport con 59 punti nel 2011.

## Risultati in gara

### Motomondiale
| 2004 | Classe | Moto   |  |  |  |  |  |    |  |  |  |  |  |  |  |  |  |  |  | Punti | Pos. |
| ---- | ------ | ------ |  |  |  |  |  | -- |  |  |  |  |  |  |  |  |  |  |  | ----- | ---- |
| 2004 | 250    | Yamaha |  |  |  |  |  | NQ |  |  |  |  |  |  |  |  |  |  |  | 0     |      |

| 2005 | Classe | Moto   |  |  |  |  |  |  |    |    |  |  |  |  |  |  |  |  |  | Punti | Pos. |
| ---- | ------ | ------ |  |  |  |  |  |  | -- | -- |  |  |  |  |  |  |  |  |  | ----- | ---- |
| 2005 | 250    | Yamaha |  |  |  |  |  |  | NQ | NE |  |  |  |  |  |  |  |  |  | 0     |      |

| 2006 | Classe | Moto   |  |  |  |  |  |  |  |    |  |  |    |  |  |  |  |  |  | Punti | Pos. |
| ---- | ------ | ------ |  |  |  |  |  |  |  | -- |  |  | -- |  |  |  |  |  |  | ----- | ---- |
| 2006 | 250    | Yamaha |  |  |  |  |  |  |  | 23 |  |  | NE |  |  |  |  |  |  | 0     |      |

| Legenda | 1º posto        | 2º posto            | 3º posto            | A punti      | Senza punti        | Grassetto – Pole position Corsivo – Giro più veloce |
| Legenda | Gara non valida | Non qual./Non part. | Ritirato/Non class. | Squalificato | '-' Dato non disp. | Grassetto – Pole position Corsivo – Giro più veloce |